# Хегіг
Хегіг (рум. Hăghig) — село у повіті Ковасна в Румунії. Адміністративний центр комуни Хегіг.
Село розташоване на відстані 160 км на північ від Бухареста, 15 км на захід від Сфинту-Георге, 20 км на північ від Брашова.

## Населення
За даними перепису населення 2002 року у селі проживали 1720 осіб.
Національний склад населення села:
| Національність | Кількість осіб | Відсоток |
| -------------- | -------------- | -------- |
| угорці         | 683            | 39,7%    |
| румуни         | 558            | 32,4%    |
| цигани         | 475            | 27,6%    |

Рідною мовою назвали:
| Мова      | Кількість осіб | Відсоток |
| --------- | -------------- | -------- |
| румунська | 1038           | 60,3%    |
| угорська  | 679            | 39,5%    |